# Irena Sladoljev
Irena Sladoljev je hrvatska rukometašica. 
Za seniorsku reprezentaciju igrala je na Mediteranskim igrama 1993. godine.